# Starship Entertainment
Starship Entertainment (em coreano:  스타쉽 엔터테인먼트) é uma gravadora sul-coreana. Dentre seus atuais artistas, estão os grupos femininos Cosmic Girls e IVE, os grupos masculinos Boyfriend, Monsta X e Cravity, além dos solistas K.Will, Jooyoung, Yoo Seung Woo, Jung Se Woon, entre outros. Em novembro de 2013, tornou-se uma subsidiária independente da LOEN Entertainment.

## História
O fundador da empresa, Kim Shi Dae, havia trabalhado anteriormente como um gerente de estrada para um grupo de K-pop chamado Cool e para a Big Hit Entertainment entre 2005 e 2007, antes de estabelecer a sua própria companhia. O primeiro artista da Starshipfoi o cantor K.Will, seguido pelos grupos Sistar e Boyfriend.
Em 18 de dezembro de 2013, 70% de suas ações foram adquiridas pela distribuidora LOEN Entertainment, tornando-se uma subsidiária independente desta última.

## Artistas
Todos os artistas da Starship Entertainment são coletivamente conhecidos como Starship Planet.

### Artistas atuais

#### Grupos
- Boyfriend
- Monsta X
- Cosmic Girls
- Mind U
- Duetto
- YDPP
- Cravity
- Ive

#### Solistas
- K.Will
- Soyou
- Jeong Se Woon
- Yoo Seung Woo
- Wonho

#### Atores e atrizes
- Choi Won Myung
- Kim Da Som
- Kang Eun Ah

### Starship X
- Mad Clown
- Junggigo
- Jooyoung
- Brother Su
- #GUN

#### Highline Entertainment (Formerly House of Music)
- DJ Soda
- DJ H.One (Hyungwon)
- PLUMA
- WONHO

#### Trainees
- Park Jun Seo (Ex-concorrente do Boys24)
- Kim Min Jung (Ex-concorrente do K-pop Star 2 e Produce 101)
- Park Hyun Jin (Vencedor do K-pop Star 6 e ex-estagiário da YG Entertainment)
- Choi Seok Won (Ex-concorrente do NO.MERCY)
- Park Kwang Ji (Ex-concorrente do NO.MERCY)
- Huh Ji Won (Ex-concorrente do K-pop Star)
- Park Sun (Ex-concorrente do Idol School)
- Kim Yu Ri
- Lim Han Eun
- Kim Min Sol
- Ahn Yu Jin (Ex-concorrente do Produce 48, ex membro do IZ*ONE e atual membro do IVE)
- Jang Won Young (Ex-concorrente do Produce 48,  ex membro do IZ*ONE e atual membro do IVE)
- Koo Jung Mo (Ex-Concorrente do Produce X 101 e atual membro do Cravity)
- Moon Hyun Bin (Ex-concorrente do Produce X 101)
- Ham Won Jin (Ex-Concorrente do Produce X 101 e atual membro do Cravity)
- Kang Min Hee (Ex-Concorrente do Produce X 101, ex-membro do X1 e atual membro do Cravity)
- Song Hyung Jun (Ex-Concorrente do Produce X 101, ex-membro do X1 e atual membro do Cravity)
- Allen Ma (Atual membro do Cravity)
- Park Se Rim (Atual membro do Cravity)
- Ahn Seong Min (Atual membro do Cravity)
- Seo Woo Bin (Atual membro do Cravity)
- Kim Tae Young (Atual membro do Cravity)

## Artistas passados
- Moon Ji Eun (2008)
- Lee Hyun Ji (2008)
- Sistar (2010 – 2017)
  - Bora (2010 – 2017)
  - Hyolyn (2010 – 2017)

#### Traineespassados
- No Yoon Ho (ex-participante do No.Mercy), atualmente na agência A-Team como integrante do grupo VAV, usando o nome artístico Ayno.
- Park Min Kyun (ex-participante do No.Mercy), atualmente na agência WM Entertainment como integrante do grupo ONF, usando o nome artístico MK.
- Shim Chae Eun (ex-participante do Produce 101), atualmente na agência Star Empire Entertainment.
- TNT (integrou a primeira line-up do Boyfriend), atualmente na agência SM Entertainment como integrante do grupo NCT, usando o nome artístico Ten.[7][8]
- Kim Tae Ha (ex-participante do Produce 101), atualmente na agência MLD Entertaiment como integrante do           grupo  Momoland.
- Lee Kwang Hyun (Ex-concorrente do Boys24 e Produce 101 Season 2).

## Parcerias
- Being Group[9]
- Kiss Entertainment
- YueHua Entertainment